# سيغيسموند أرشيدوق النمسا
سيغيسموند أو سيغموند (26 أكتوبر 1427 - 4 مارس 1496)؛ هو فرد من أسرة هابسبورغ العريقة، بحيث أصبح دوق النمسا منذ 1439 (ارتقى إلى أرشيدوق في 1477)، باعتباره سليل فرع الليوبولديني أصبح حاكم النمسا الخارجية وكونتية تيرول منذ 1446 حتى تنازله في 1490.

## السيرة الذاتية
ولد سيغيسموند في بلاط التيرولي بانسبروك، فهو ابن الأصغر والباقي على قيد الحياة لـ فريدرخ الرابع دوق النمسا وزوجته الثانية آنا من براونشفايغ-لونيبورغ سليلة آل فلف، كان لا يزال قاصراً عندما توفى والده في 1439، بذلك أصبح ابن عمه دوق النمسا الداخلية فريدرخ الخامس بدور الوصي عليه حتى بلوغه في 1446، ومع ذلك استغل ابن عمه فريدرخ الذي أصبح منذ 1440 ملك ألمانيا كل الفرص لتوسيع نفوذه على الأراضي النمساوية في الخارج، وكما أنه تورط في حرب زيورخ القديمة من أجل استعادة أراضي هابسبورغ السابقة التي تم الاستيلاء عليها من قبل الكونفدرالي السويسري، ومع ذلك حثه النبلاء في تيرول عن تخلي عن الحكم لصالح سيغيسموند.
ومع ذلك ظلت مناجم تيرول مصدراً دخل هاماً لفريدرخ حتى بعد تركه للوصاية في 1446، كذلك ضم سيغيسموند ممتلكات الأسرة الخارجية في شوابيا من سوندغاو في جنوب الألزاس وبريسغاو والعديد من العقارات الصغيرة والمتناثرة، في البداية خطط ابن عمه تزويجه من الأميرة الفرنسية رادغوندي ابنة شارل السابع، إلا أنها توفيت في 1444، وبذلك زوجه من الأميرة الاسكتلندية المقيمة في البلاط الفرنسي إليونور هي ابنة جيمس الأول ملك اسكتلندا في 1449.
تمكن سيغيسموند من الحصول على أجزاء واسعة من كونتية بريغنز في 1451 وكذلك على الأراضي القريبة منها، ومع ذلك كان عليه التعامل مع الإدعاء ابن عمه ألبرخت السفيه ومما أدى إلى تنازله عن بعض الأراضي في النمسا الخارجية له ولو مؤقتاً، وأيضا خلال معظم حكمه كان منخرطاً في نزاع مع نيكولاس من كوسا الذي كان آنذاك الأمير-أسقف بريكسن وكذلك أصبح منذ 1449 كاردينالاً، وذلك من أجل السيطرة على بعض أودية في تيرول الجنوبية، في 1460 قام سيغيسموند بزحف نحو مقر الأسقف في قلعة برونيك، رد على ذلك قام البابا بيوس الثاني بحرمانه كنسياً، ومع ذلك تمكن نيكولاس من الفرار نحو تودي الواقعة في الدولة البابوية، إلا أنه مرض وتوفي في 1646، قبل أن يحصل سيغيسموند على العفو البابوي.
في 1469 قام سيغيسموند ببيع العديد من أراضيه الواقعة في شوابيا على نهر الراين بما في ذلك لاندغريفية الألزاس وكونتية بفيرت وبريسغاو وكذلك مدن أُخرى إلى شارل الجريء، إلا أن المصادر بخصوص ذلك غير واضحة، سواء أكان باعها بسبب الديون التي تراكمت عليه بسبب نمط حياته الفاخرة، أو أنه استأجرها فقط لأنه أراد حمايتها بشكل أفضل ضد توسع السويسريين الغزاة، ومع ذلك بدوره قام بتوسع فيما يُعرف اليوم فورارلبرغ، وأيضا قام بشراء كونتية شونبيرغ في 1474، استطاع إبرام معاهدة سلام مع السويسريين والمدن الألزاسية في كونستانتس الذين وقفوا ضد شارل الجريء في العديد من المعارك.
في 1477 قام ابن عمه فريدرخ الذي أصبح أول إمبراطور روماني مقدس من آل هابسبورغ في 1452، برفعه إلى رتبة الأرشيدوق، وبعد ثلاثة سنوات توفيت زوجته إليونورا أثناء المخاض، تزوج لاحقاً في 1484 من كاثرينا من ساكسونيا ذي ستة عشر عاماً هي ابنة ألبرخت الثالث دوق ساكسونيا، في أصل تعتبر حفيدة عمه إرنست من الجيل الثاني، لم تنجب له أبناء.
في سنوات اللاحقة من عقد 1470 وأيضا مع بدايات عقد 1480، أصدر سيغيسموند إصلاحاً جذرياً للعملات المعدنية القديمة، مما أدى في نهاية المطاف إلى إنشاء أول عملة فضية أثقل آنذاك في العالم عرفت بـ غولدنغروشن، والتي أصبحت مهد للعديد من العملات التي أتت فيما بعد من أهمها تالر الذي أصدرها أقربائه لاحقاً من بوهيميا، وبذلك أدى إلى فتح مناجم الفضة في تيرول واستخدام تقنيات جديدة للتعدين، وسرعان ما أعادت العديد من المناطق المحيطة في فتح مناجمها وصك عملات مماثلة، انفجر هذا الإنتاج من العملات المعدنية الكبيرة وخصيصاً عندما أُغرق الاقتصاد الأوروبي بالفضة القادمة من المستعمرات الإسبانية في الأمريكتين، ومن هذه الإصلاحات حصل سيغيسموند على لقبه «ثري العملات» (der Münzreiche).
تأثر سيغيسموند في 1487 نصيحة مجلسه ودخل في حرب مع جمهورية البندقية، إلا أنه سرعان ما تمكن من الاستيلاء على مناجم الفضة في وادي فالسوجانا التي تملكها البنادقة، إلا أن مع أبريل 1487 تسبب في غضب البنادقة وذلك عندما قام بسجن أكثر من 30 تاجراً من البندقية متجهون إلى سوق بوزن (بولسانو اليوم) ومصادرة بضائعهم، وأيضا قام بزحف على ممر كاليانو ومن ثم قام بمحاصرة قلعة روفيريتو، بحيث قذف عليها وابل من القذائف الهائلة، ومع ذلك استمرت الحرب حتى الصيف العام، وانتهت دون نصر حاسم كلا الجانبين.
بحلول 1490 أجبرته المعارضة في تيرول بتسليم الحكم إلى ابن عمه الأرشيدوق ماكسيمليان الأول الذي خلف والده لاحقاً في لقبه الإمبراطوري، على أية حال سواء سلم سيغيسموند السلطة طوعاً أو كرهاً إلى ماكسيميليان، إلا أن مع وفاته في 1496 انقرض نسله تاركاً ابن عمه الأرشيدوق الحاكم الأوحد على جميع ممتلكات هابسبورغ.